# Přečkovice
Přečkovice je část města Bojkovice, které se nachází v okrese Uherské Hradiště.

## Historie Přečkovic
Vývoj názvu obce: 1376 Przeczcowicz, 1453 Přechovice, 1718 Pržeckowitz, 1846 Přečkovice.
V roce 1376 přepustili bratři Jan a Petr z Přečkovic Přečkovice kromě jednoho lánu Mikšovi z Nezdenic, ale vdova po Mikšovi Artuše a její dcera Markéta odevzdaly v roce 1399 Mikuláši Baďurovi z Přerova a jeho bratru Damanovi Přečkovice a dvůr s dvěma chalupami v Nezdenicích. Mikulášova dcera Johanka z Přečkovic dala v roce 1466 své právo na Přečkovice Janovi Jičínskému z Cimburka. Jeho dcera Kunka z Cimburka přepustila v roce 1481 Přečkovice, které zpustly za uherských válek, s dvorem, mlýnem a s podacím Ctiborovi z Landštějna jako součást světlovského panství.
Ves byla záhy znovu osídlena. Burian z Vlčnova dal jim v roce 1543 právo odúmrtí, osvobodil svinské pastvy a nadal je právem rozšiřovat pole, takto se katastr obce i počet domů neustále rozšiřoval.
Jan Jetřich z Kunovic pustil v roce 1601 Přečkovice a některá místa k dědičnému užívání a vymezil jim roboty. Na svobodném dvoře v Přečkovicích sídlil v roce 1613 Stanislav z Bibrštějna. Od roku 1633 náležela obec k luhačovickému dominiu rodu Seranyiů. Spořitelní a záloženský spolek byl založen v roce 1900.
Fara Přečkovice náleží k Rudicím (od roku 1784), i když byly dříve přifařeny k Nezdenicím a Pozlovicím.
Také škola od roku 1784 příslušely k Rudicím. Vlastní jednotřídní školu si občané postavili roku 1871, nová školní budova pochází z roku 1908. Starší žáci navštěvovali měšťanskou školu v Bojkovicích. I dnes jezdí děti z Přečkovic do školy do Bojkovic.
Obecní knihovna vznikla roku 1895. Sbor dobrovolných hasičů byl založen 1896, pobočka bojkovského Sokola roku 1922, Domovina v roku 1923 a občanské beseda v roce 1924. Silnice z Luhačovic přes Přečkovice do Bojkovic byla vybudována v roku 1898, do Rudic roku 1923. Přečkovice byly elektrifikovány roku 1947.
V prostoru Bílých Karpat došlo 29. srpna 1944 k leteckému boji: mezi Přečkovicemi a Rudicemi byl sestřelen americký bombardér, oba letci zahynuli a byli pohřbeni v Rudicích. Pilot jiného amerického letadla se zachránil a do konce války jej skrýval místní občan Karel Pešát. Obec byla osvobozena rumunskými jednotkami 1. května 1945 bez boje.

## Pamětihodnosti
- Studna u čp. 4
- Boží muka